# Michael Fink

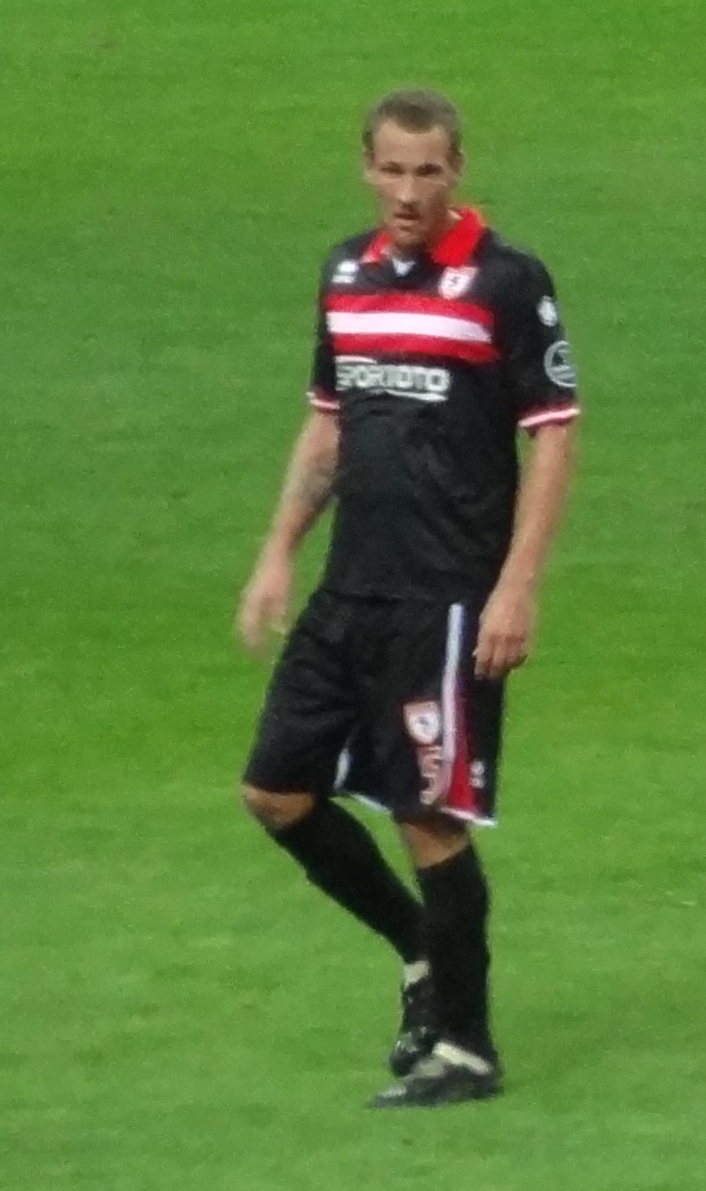

Michael Fink (Waiblingen, 1 februari 1982) is een Duitse voetballer (middenvelder) die anno 2011 uitkomt voor Hannover 96. Hij kwam transfervrij over van het Turkse Besiktas . Voordien speelde hij onder andere voor VfB Stuttgart, Arminia Bielefeld en Eintracht Frankfurt. 

## Carrière
- VfR Waiblingen (jeugd)
- -1992: SV Fellbach (jeugd)
- 1992-2001: VfB Stuttgart (jeugd)
- 2001-2004: VfB Stuttgart II
- 2004-2006: Arminia Bielefeld
- 2006: Eintracht Frankfurt
- 2009: Beşiktaş JK
- 2010-11: Hannover 96
- 2011-12: Samsunspor
- 2012-: FC Erzgebirge Aue

1 Männel ·
2 Danhof ·
3 Taffertshofer ·
5 Burger ·
6 Sorge ·
7 Knezević ·
8 Baumgart ·
9 Jonjić ·
10 Nazarov ·
13 Majetschak ·
14 Tashchy ·
17 Riese ·
19 Sijarić ·
20 Jastremski ·
21 Schikora ·
22 Besong ·
23 Barilla ·
24 Nkansah ·
25 Klewin ·
26 Jakob ·
29 Rosenlöcher ·
30 Thiel ·
31 Gorzel ·
32 Huth ·
33 Schreck ·
34 Stefaniak ·
36 Sedlak ·
Coach: Dotchev